# 花山文芸出版社
花山文芸出版社（かざんぶんげいしゅっぱんしゃ）は中華人民共和国河北省石家荘市友誼北大街330号にある出版社である。1982年1月に設立され、主に文学芸術類の図書及び小中学校の教材を出版しており、従業員数は85人である。

## 組織
- 文教図書事業部
- 文学芸術図書事業部
- 青少年読物事業部
- 総合管理部
- 編集出版部
- 計画財務部
- 生産経営部
- 貯運部

## 代表作
- 「唐詩一万首」、「宋詞一万首」、「蘭亭全編」
- 「艾青全集」、「曹禺全集」、「兪平伯全集」、「鄭振鐸全集」、「田漢全集」
- 「修道院紀事」、「一千零一夜」、「東山魁夷的世界」、「中国少年環境文学創作叢書」、「暮年上娯」、「宝山」